# Hiroki Kōsai
Hiroki Kōsai (jap. 香西 洋樹, こうさい ひろき, Kōsai Hiroki) (Kurashiki, 8. veljače 1933.) je japanski astronom. Radi pri zvjezdarnici Kiso koja je dijelom Tokijske astronomske promatračnice. Iznimno je zaslužan za populariziranje astronomije u Japanu.
Suotkrivačem je devedeset i dvaju asteroida između 1976. i 1986. godine. Od toga ih je otkrio devedeset i jednog skupa s Kiichirōm Furukawom. Osim tih asteroida, suotkrivačem je periodičnog kometa D/1977 C1 (Skiff-Kosai).
Njemu u čast nazvan je mali planet 3370 Kohsai.

## Vanjske poveznice
- Adsabs.harvard.edu
- Amazines.com  Arhivirana inačica izvorne stranice od 19. veljače 2012. (Wayback Machine)
- 佐治天文台ホームページ内・香西台長の部屋  Arhivirana inačica izvorne stranice od 24. listopada 2012. (Wayback Machine)